# Loretánská kaple v Římově

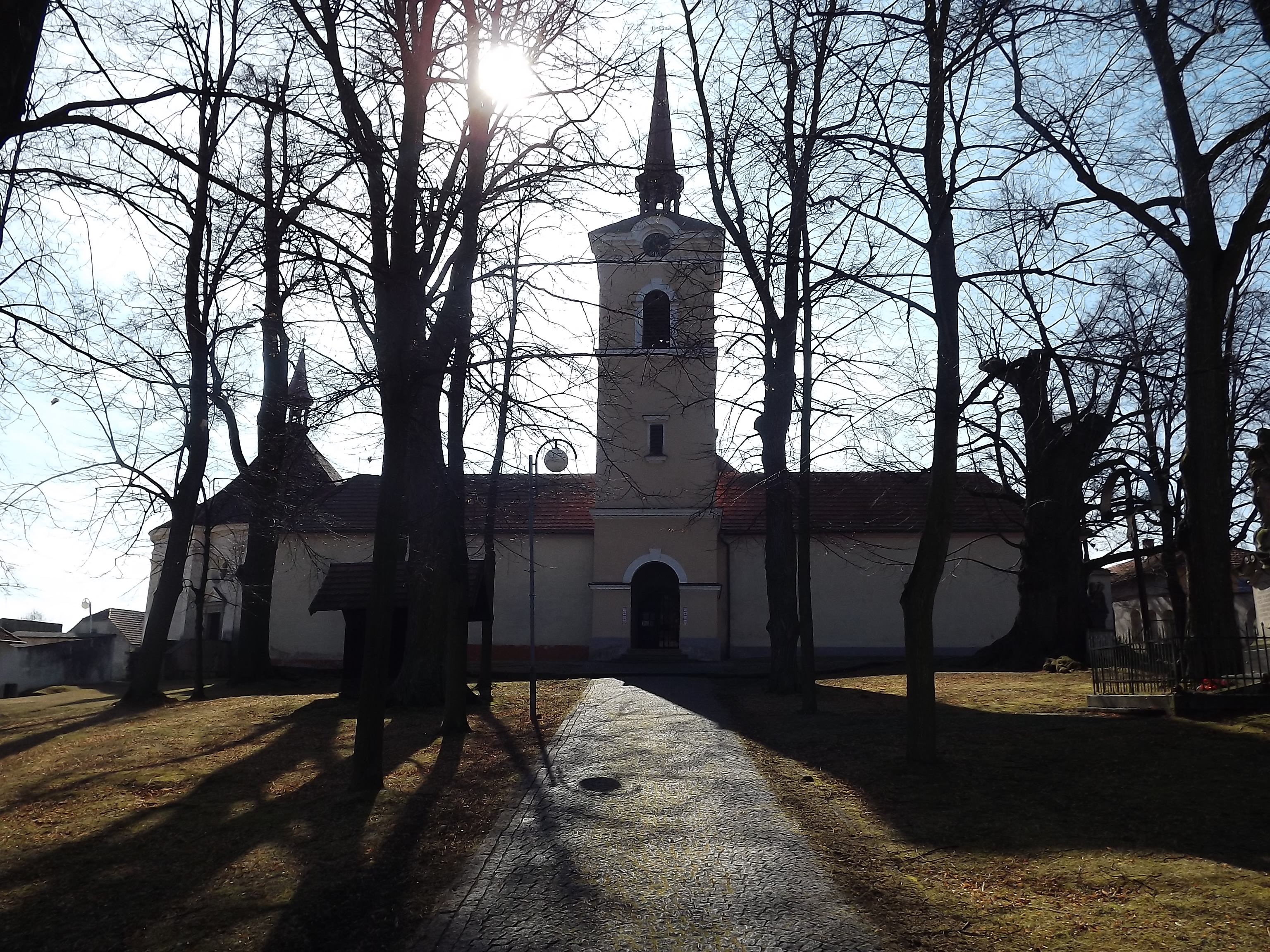
Věž se vstupní branou do poutního místa Loreta v Římově

Loretánská kaple v Římově na Českobudějovicku se nachází v poutním areálu uprostřed obce, obklopena ambity a kostelem svatého Ducha. Poutní areál je chráněn jako nemovitá kulturní památka a v roce 2018 byl areál prohlášen národní kulturní památkou České republiky.

## Historie
Loretánské poutní místo, jehož centrem je Loretánská kaple (Santa Casa), založil koadjuktor jezuitské koleje v Českém Krumlově P. Jan Gurre roku 1650. Krumlovští jezuité získali roku 1626 pro stavbu a vedení chlapeckého semináře statek bývalé tvrze na hřebeni nad řekou Malší.

### Loretánská kaple

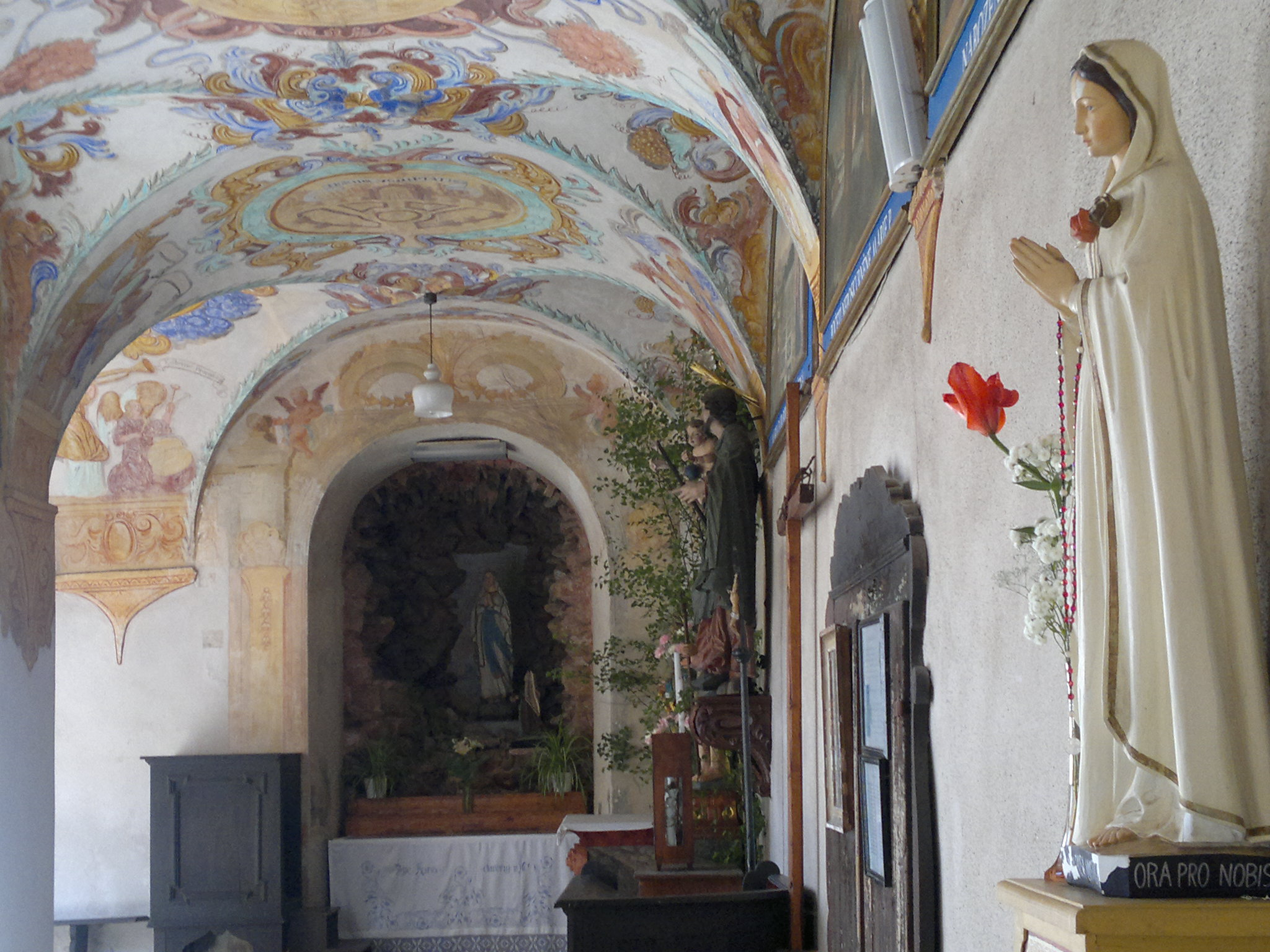
Ambit kolem loretánské kaple, vyzdobený nástropními malbami

Loretánská kaple stojí uprostřed poutního místa, na nádvoří, obklopena ambity. Jedná se o nečleněnou, prostou hranolovou stavbu o vnějších rozměrech 11,90 × 7,36 metru, vysokou přibližně 6,6 metru. Její konstrukční řešení půdorysu čtvrtplášťového typu umožňuje chodbu na části podélné a závěrové straně se schodištěm do patra. Kaple má po obou delších stranách po dvou vchodech a malé okénko na kratší straně. Uvnitř je kaple vyzdobena napodobeninami starých loretánských fresek. Zde je též vystavena socha Panny Marie, řezba ze 17. století. Kolem hranolovité, nečleněné Loretánské kaple vyrostl roku 1658 přízemní ambit, vyzdobený roku 1685 nástropními malbami.

### Kostel svatého Ducha
Ambity kolem Lorety uzavřel na východní straně roku 1697 kostelík svatého Ducha. Jedná se o ploše zastropenou barokní rotundu s apsidou. Do arkádového nádvoří je otočena patrovou nástavbou kruchty, ukončenou rozložitým trojúhelníkovým frontonem.
Roku 1685 spojila poutní místo s rezidencí společná ochranná zeď. Její hlavní brána z návsi obce vede do malého dvora, odkud se vystoupalo po schodech ke vchodu do ambitu. K vlastní Santa Casse se pokračovalo patrovou arkádovou spojkou. Ta byla roku 1891 doplněna vstupní věží do ambitů.
Od kaple vycházela od roku 1658 křížová cesta, později doplněná na 25 zastavení.
Bývalá přestavěná tvrz, kterou jezuité používali jako letní rezidenci, v současnosti slouží jako farní úřad. Madoně Římovské byla zasvěcena 33. kaple Svaté cesty z Prahy do Staré Boleslavi, založená jezuity roku 1674.